# Синягозеро
Синягозеро (Снягозеро) — озеро на территории Кедрозерского сельского поселения Кондопожского района Республики Карелии.

## Общие сведения
Площадь озера — 2,2 км², площадь водосборного бассейна — 14,2 км². Располагается на высоте 70,6 метров над уровнем моря.
Форма озера продолговатая: оно почти на два с половиной километра вытянуто с северо-запада на юго-восток. Берега каменисто-песчаные, местами заболоченные.
Синягозеро видимых поверхностных стоков не имеет и принадлежит бассейну Лижмозера, через которое протекает река Лижма, впадающая в Онежское озеро.
Населённые пункты и автодороги вблизи водоёма отсутствуют.
Код объекта в государственном водном реестре — 01040100611102000018435.